# Прва мароканска криза
Прва мароканска криза (позната и као Тангерска криза) односи се на међународну кризу у вези са колонијалним статусом Марока која је трајала између марта 1905. и маја 1906. године.
Криза је избила због посете немачког цара Вилхелма II Тангеру 31. марта 1905. Цар је изнео неколико опаски у корист независности Марока, што је био изазов француском утицају у Мароку. Француски утицај у Мароку је потврдила Велика Британија (путем Срдачне антанте) и Шпанија 1904, што је Немачка видела као ударац њеним интересима и предузела је дипломатске акције да га оспори, па је немачка влада је тражила пан-европску конференцију. Провокација Вилхелма II се може сматрати као испитивање снаге Срдачне антанте.
Говор је окренуо француску јавност против Немачке, и уз британску подршку, француски министар спољних послова Теофил Делкасе је заузео изазивајући став. Криза је свој врхунац имала половином јуна, када је Делкасеа сменио премијер Морис Ровије. Али до јула Немачка је постала усамљена и Француска се сложила око конференције којом би се решила криза. И Француска и Немачка су задржали своје ставове до конференције; Немачка је мобилизовала резервне јединице крајем децембра, а Француска је јануара 1906. послала војску на границу.
Конференција у Алхесирасу, која је сазвана да би се решио неспоразум, је трајала од 16. јануара до 7. априла 1906. Од 13 држава које су учествовале на конференцији, Немачка је једину подршку нашла у Аустроугарској. Француска је имала подршку Велике Британије, Русије, Италије, Шпаније и Сједињених Држава. Немци су на крају прихватили споразум који је потписан 31. маја 1906, по ком је Француска увела неке унутрашње промене у Мароку, али је задржала контролу над кључним подручјима. Заузврат је Немцима припао део Француског Конга.
Иако је конференција у Алхесирасу привремено решила Прву мароканску кризу, настављено немачко незадовољство око стања у Мароку је довело до Друге мароканске кризе 1911. и погоршања међународних односа, што ће на крају довести до Првог светског рата.